# Пресли, Присцилла
Присци́лла Энн Болье Пре́сли (англ. Priscilla Ann Beaulieu Presley), урождённая Ва́гнер (англ. Wagner; род. 24 мая 1945[…], Бруклин, Нью-Йорк) — американская актриса и предпринимательница, единственная жена певца Элвиса Пресли. Как актриса она наиболее известна по ролям Дженны Уэйд в телесериале «Даллас» и Джейн Спенсер в кинотрилогии «Голый пистолет».

## Ранние годы
Присцилла Энн Вагнер родилась 24 мая 1945 года в Бруклинском военно-морском госпитале в Бруклине. Её дед по материнской линии, Альберт Генри Иверсен (1899-1971), родился в Эгерсунне (Норвегия). Он иммигрировал в США, где женился на Лоррейн Дэвис (1903-1984), которая имела шотландско-ирландское происхождение. Их единственной дочерью была Анна Лилиан Иверсен (1926-2021). Позже её назвали, или её имя было изменено на Энн. Она родила Присциллу, когда ей было 19 лет. Биологическим отцом Присциллы был летчик ВМС США Джеймс Фредерик Вагнер (1921-1945), сын Кэтрин (1901-1995) и Гарольда Вагнера (1897-1958) из Тайтусвилла, штат Пенсильвания. 10 августа 1944 года в возрасте 23 лет он женился на матери Присциллы, Энн. Они встречались более трех лет. Вагнер погиб в авиакатастрофе, возвращаясь домой в отпуск, когда Присцилле было шесть месяцев.
В 1948 году Энн вышла замуж за офицера ВВС США по имени Пол Болье, который был родом из Квебека (Канада). Пара воспитывала Присциллу вместе со сводными братьями и сёстрами Дональдом (р. 1949), Мишель (р. 1954), Джеффри (р. 1959) и близнецами Томасом (1962-2013) и Тимоти Болье (р. 1962). Присцилла взяла фамилию Болье 17 апреля 1950 года. В течение следующих нескольких лет растущая семья неоднократно переезжала, поскольку карьера её отчима в ВВС переместила их из Коннектикута в Нью-Мексико и Мэн. Присцилла описывает себя в этот период как «застенчивую, хорошенькую маленькую девочку, которая была вынуждена переезжать с базы на базу каждые два или три года». Позже Присцилла вспоминала, как ей было неловко так часто переезжать, она часто боялась, что не сможет влиться в коллектив в новом месте. В 1956 году семья Болье поселилась в Дель-Валье, штат Техас, но вскоре её отчима перевели в Висбаден, Западная Германия. Присцилла была «раздавлена» этой новостью, так как не хотела расставаться с друзьями и снова заводить новых.
Когда Болье приехали в Германию, они остановились в отеле «Хелен», но через три месяца проживание там стало слишком дорогим, и они стали искать жильё для аренды. Семья поселилась в большой квартире в старинном здании, построенном задолго до Первой мировой войны. Вскоре после переезда Болье поняли, что это когда-то был бордель, но, учитывая нехватку жилья, у них не было другого выбора, кроме как остаться.

## Знакомство и жизнь с Элвисом Пресли
Элвис Пресли познакомился с Присциллой 13 сентября 1959 года на вечеринке в своем арендованном доме в Бад-Наухайме (Германия), во время службы в армии. Хотя ей было всего 14 лет, она произвела на него огромное впечатление. Элвис стал вести себя перед ней как неуклюжий, смущенный соседский мальчик. Однако к концу вечера ему удалось взять себя в руки. Родители Присциллы были расстроены её поздним возвращением домой в ночь той первой встречи и настаивали на том, чтобы она никогда больше не видела Элвиса, но его стремление к ещё одному свиданию и его обещание никогда больше не приводить её домой поздно заставили их уступить. После этого он и Присцилла часто встречались до отъезда Пресли из Западной Германии в марте 1960 года. После отъезда Элвиса СМИ завалили Присциллу просьбами об интервью. Она получала письма от поклонников Элвиса, как положительные, так и отрицательные. Из-за слухов, циркулирующих в журналах сплетен о его отношениях с Нэнси Синатрой, Присцилла убедилась, что её роман с Элвисом закончился, и она больше никогда его не увидит.

### Переезд в Грейсленд
После возвращения Элвиса в США ей удалось поддерживать с ним связь по телефону, хотя они больше не виделись до лета 1962 года, когда родители Присциллы согласились позволить ей погостить у него две недели. Они разрешили ей поехать при условии, что Элвис оплатит поездку первым классом туда и обратно и позаботится о том, чтобы её постоянно сопровождали и чтобы она каждый день писала домой. Элвис согласился на все эти требования, и Присцилла улетела в Лос-Анджелес. Элвис сказал ей, что они едут в Лас-Вегас, и, чтобы сбить её родителей со следа, он попросил Присциллу написать открытку на каждый день их отсутствия, чтобы кто-нибудь из его сотрудников отправлял её по почте из Лос-Анджелеса.
Именно во время этого визита, во время поездки в Лас-Вегас, Присцилла впервые попробовала амфетамин и снотворное, чтобы соответствовать образу жизни Элвиса. После очередного визита на Рождество родители Присциллы наконец разрешили ей навсегда переехать в Мемфис в марте 1963 года . Их условие состояло в том, что она будет посещать католическую школу для девочек, среднюю школу в Мемфисе и жить с отцом Элвиса и его мачехой в отдельном доме в нескольких улицах от особняка Грейсленд по адресу 3650 Эрмитаж Драйв, пока не окончит среднюю школу в июне 1963 года. Затем они должны будут пожениться.
Однако, согласно её автобиографии 1985 года «Элвис и я», она проводила целые ночи с бабушкой в Грейсленде и постепенно перевезла туда свои вещи. Считается, что она получила постоянное место жительства в Грейсленде ещё в мае 1963 года. Её родители в конце концов согласились, чтобы она жила там, если Элвис пообещает жениться на ней.
Присцилла очень хотела поехать в Голливуд с Элвисом, но он продолжал говорить ей, что слишком занят, и попросил её остаться в Мемфисе. Во время съемок фильма  «Да здравствует Лас-Вегас!» у Элвиса якобы начался роман со своей партнёршей по фильму Энн-Маргрет. Когда Присцилла прочитала об этих сообщениях в прессе, она столкнулась с Элвисом лицом к лицу. Он сказал ей, что это просто слухи для продвижения фильма и что она не должна верить всему, что читает в прессе. В течение следующих нескольких лет Элвис поддерживал интимные отношения со многими из своих пассий и коллег по фильму, все время отрицая их существование для Присциллы. В конце концов ей разрешили навестить его в Голливуде, но эти визиты были короткими.

### Брак и беременность
Незадолго до Рождества 1966 года Элвис сделал Присцилле предложение. Полковник Паркер, менеджер Элвиса, подтолкнул его к женитьбе, напомнив ему о его моральном облике в контракте со звукозаписывающей компанией RCA. Присцилла предположила в интервью Ladies' Home Journal 1973 года, что она и Элвис были вполне счастливы просто жить вместе, но в то время было так не принято. По рассказам кухарки Элвиса Альберты, он был так расстроен из-за свадьбы, что однажды она застала его плачущим по этому поводу. Когда она спросила, почему он просто не отменил свадьбу, если это его так расстроило, он ответил: У меня нет выбора. Марти Лэкер, близкий друг Элвиса, также говорил о нежелании Элвиса жениться, в то время как другие, такие как Джо Эспозито, утверждали, что Элвис был рад жениться на Присцилле.
В своей книге «Элвис и я» Присцилла описывает Пресли как очень страстного мужчину, который, однако, не проявлял к ней откровенной сексуальности. Согласно её рассказу, Пресли сказал ей, что им нужно подождать, пока они не поженятся, прежде чем вступать в половую связь. Он сказал: Я не говорю, что мы не можем делать другие вещи. Присцилла говорит в своей автобиографии, что она была девственницей, и у них с Элвисом не было секса до их первой брачной ночи. Однако биограф Сюзанна Финстад ставит это утверждение под сомнение.
Пара поженилась 1 мая 1967 года в отеле «Аладдин» в Лас-Вегасе. На свадьбе, организованной Паркером для максимальной огласки, было очень мало гостей, и сам процесс длился всего восемь минут. За этим последовала короткая пресс-конференция и приём стоимостью 10 000 долларов, на котором присутствовали друзья, семья и деловые партнёры из MGM, RCA и агентства Уильяма Морриса. Свадьба вызвала разногласия между Элвисом и несколькими его ближайшими друзьями, которые не были приглашены на свадебную церемонию. Ред Уэст особенно был в ярости из-за сложившейся ситуации. Он и его жена были лично приглашены Элвисом в Лас-Вегас на свадьбу, оделись по этому случаю, и в последнюю минуту им сказали, что они не будут присутствовать. Для Рэда, который был с Элвисом с самого начала его восхождения к славе и на чьей свадьбе Элвис был шафером, это было настолько оскорбительным, что он решил покинуть должность помощника Элвиса. Многие другие друзья Элвиса также были разочарованы и затаили на него обиду в течение многих последующих лет, хотя в основном они винили Паркера, а не самого Элвиса.
После приёма Элвис и Присцилла сели на частный самолёт и провели короткий медовый месяц в Палм-Спрингс. 4 мая они вылетели обратно в Мемфис и вернулись на своё частное ранчо, расположенное сразу за границей штата Миссисипи, на трёхнедельный перерыв. Многие из ближайшего окружения Элвиса присоединились к ним, хотя по большей части пара оставалась одна и могла наслаждаться обществом друг друга без вмешательства Мемфисской мафии. В качестве извинения Элвис и Присцилла провели 29 мая ещё один приём в Грейсленде для друзей и семьи, которые не смогли присутствовать на первоначальной церемонии.
Вскоре после этого Присцилла узнала, что беременна. Она была расстроена столь ранней беременностью, уверенная, что это разрушит близость, которую она наконец обрела с Элвисом. Ранее она спросила его, может ли она принимать противозачаточные таблетки, но Элвис настаивал, что они ещё не совершенны и имеют побочные эффекты, что может навредить её здоровью. Она подумывала об аборте и даже обсуждала его с Элвисом в какой-то момент, но оба решили, что не смогут жить вместе, если пройдут через это. Их единственный ребёнок, Лиза Мари, родилась ровно через девять месяцев после их свадьбы, 1 февраля 1968 года.
Присцилла написала в книге, что примерно в то время, когда Элвис снимался в фильме «Немного жизни, немного любви» (1968), она начала брать частные уроки танцев. Она обнаружила, что её сильно влечёт к инструктору, известному в книге просто как Марк, и она признаётся, что у неё был короткий роман. Однако она выражает сожаление, говоря: Я прекратила эти отношения, понимая, что мне нужно быть с Элвисом.
Несмотря на интрижку Присциллы и постоянные романы Элвиса со своими коллегами и известными дамами, первые несколько лет их брака казались счастливыми для пары. Однако, когда карьера Элвиса снова пошла в гору после его телевизионного специального выпуска 1968 года, он постоянно гастролировал и играл в Лас-Вегасе. Элвис также время от времени встречался с другими женщинами, часто оставляя Присциллу дома с Лизой Мари. Из-за того, что Элвис так часто отсутствовал, брак начал распадаться.

### Развод
Элвис был увлечен каратэ и убедил Присциллу заняться им. Присцилла подумала, что это хорошая идея, так как это поможет ей скоротать время, проведенное в одиночестве, если у неё будет хобби, на котором можно сосредоточиться, и она также хотела разделить интересы Элвиса. После срывов со стороны Элвиса Присцилла начала брать уроки у Майка Стоуна, инструктора по каратэ, с которым она познакомилась в 1972 году за кулисами на одном из концертов Элвиса. Вскоре у неё завязался с ним роман. Присцилла утверждает в своей книге: Мои дружеские отношения с Майком переросли в роман. Я все ещё очень любила Элвиса, но в течение следующих нескольких месяцев я знала, что мне придется принять окончательное решение относительно своей судьбы. Позже она заявляет: Элвис, должно быть, почувствовал мое новое увлечение. Пару месяцев спустя Элвис попросил меня навестить его в гостиничном номере. Именно тогда она пишет в своей книге, что Элвис «насильно занимался с ней любовью...»[как он сказал] «Вот как настоящий мужчина занимается любовью со своей женщиной».
Позже она заявила в интервью, что сожалеет о своем выборе слов при описании инцидента, и сказала, что это было преувеличением. Далее она сказала после инцидента: Что действительно обидело, так это то, что он был груб со мной и не проявлял чуткости и нежности, а его попытка вернуть меня пришла слишком поздно. Присцилла утверждает в своей книге: Он упоминал мне до того, как мы поженились, что он никогда не мог заниматься любовью с женщиной, у которой был ребёнок, и позже она рассказала о личных последствиях их сексуальной дисфункции, сказав: Я начинаю сомневаться в своей собственной сексуальности как женщина. Мои физические и эмоциональные потребности остались неудовлетворенными. После этого инцидента Присцилла резюмировала: Это был не тот нежный, понимающий человек, которого я когда-то полюбила.
Элвис и Присцилла расстались 23 февраля 1972 года, а 26 июля подали на развод. Чтобы избежать того, чтобы Присцилле не пришлось публиковать свой домашний адрес в публичных записях и, следовательно, подвергать риску безопасность как её, так и Лизы Мари, Элвис подал на развод в свой 38-й день рождения, 8 января 1973 года. Позже в том же месяце Элвис, как сообщается, стал параноиком по поводу Стоуна и сказал: Во мне слишком много боли... Стоун должен умереть. Его вспышки гнева продолжались с такой интенсивностью, что врач не смог успокоить его даже с помощью больших доз лекарств. После ещё двух дней ярости друг и телохранитель Элвиса, Ред Уэст, навел справки, чтобы организовать заказное убийство Стоуна, но почувствовал облегчение, когда Элвис сказал: Черт возьми, давай пока оставим это. Это тяжело. Развод был завершен 9 октября 1973 года.
Пара согласилась разделить опеку над дочерью, и Присцилла получила прямую денежную выплату в размере 725 000 долларов, а также супружескую поддержку, алименты на ребёнка, 5% новых издательских компаний Элвиса и половину дохода от продажи их дома в Беверли-Хиллз. Первоначально пара договорилась о гораздо меньшем соглашении: единовременная выплата в размере 100 000 долларов, супружеская поддержка в размере 1000 долларов в месяц и алименты на ребёнка в размере 500 долларов в месяц. Присцилла стремилась сделать это самостоятельно и доказать, что её брак с Элвисом был не из-за денег. Однако вскоре после этого её новые адвокаты убедили её увеличить свои требования, указав, что звезда такого уровня, как Элвис, легко может позволить себе больше для своей бывшей жены и ребёнка.
Присцилла и Элвис оставались близки, выходя из здания суда в день развода рука об руку.

## Бизнес
В 1973 году, после разрыва с Элвисом, Пресли вместе со своей подругой и стилистом Оливией Бис открыла бутик одежды в Лос-Анджелесе под названием Bis & Beau. Элвис поддержал начинание Присциллы и даже связался с несколькими друзьями по связям с общественностью, чтобы помочь с продвижением запуска. В интервью 1973 года, посвященном открытию магазина, Присцилла сказала: После расставания мне пришлось принять решение о том, чем я хочу заниматься, и поскольку я так долго работала с Оливией над своей собственной одеждой, я решила попробовать это профессионально. Мы обе занимаемся дизайном для магазина, и у нас есть люди, которые шьют для нас. Магазин был успешным предприятием, в нём регулярно совершали покупки такие знаменитости, как Джули Кристи, Сюзанна Плешетт, Шер, Лайза Миннелли, Лана Тернер, Барбра Стрейзанд и Натали Вуд. Магазин закрылся в 1976 году.
После смерти Элвиса в 1977 году его отец Вернон был одним из душеприказчиков его имущества, которое было передано в доверительное управление его дочери Лизе Марии. Вернон назначил Присциллу своей преемницей после своей смерти. Она взяла на себя эту роль после смерти Вернона в 1979 году. Содержание самого Грейсленда обходилось в 500 000 долларов в год, а расходы сократили наследство Лизы Мари до 1 миллиона долларов. Налоги, причитающиеся с имущества, и другие причитающиеся расходы составили более 500 000 долларов. Столкнувшись с необходимостью продать Грейсленд, Присцилла осмотрела другие известные дома/музеи. Она наняла генерального директора Джека Содена, чтобы превратить Грейсленд в туристическую достопримечательность. Грейсленд был открыт для публики 7 июня 1982 года. Авантюра Пресли окупилась, всего через четыре недели после открытия дверей Грейсленда поместье вернуло все вложенные деньги. Присцилла стала председателем и президентом Elvis Presley Enterprises (EPE), заявив, что останется на этом посту до тех пор, пока Лизе Марии не исполнится 21 год. Под руководством Пресли состояние предприятия стремительно росло, и в конечном итоге траст вырос до более чем 100 миллионов долларов.
В 1988 году Пресли выпустила свой собственный аромат Moments, а затем выпустила серию самых продаваемых духов 1990-х годов – Experiences в 1993 году, Indian Summer в 1996 году и Roses and More в 1998 году. Она также успешно продавала свою линейку товаров в прямом эфире в сети Home Shopping.
В 2006 году Пресли прилетела в Сидней (Австралия), чтобы дебютировать со своей всемирной линией постельного белья под названием The Priscilla Presley Collection. Для создания этой линии она сотрудничала с австралийским дизайнером Бруно Скьяви.
Она помогла спродюсировать пару фильмов, в том числе «Завтрак с Эйнштейном» и «В поисках Грейсленда». В сентябре 2000 года Пресли была избрана в совет директоров Metro-Goldwyn-Mayer. Всегда поддерживавшая его, в 2015 году Присцилла стала исполнительным продюсером альбома под названием If I Can Dream. Она заявила: Если бы Элвис был здесь, он бы развивался и шёл на риск, похоже, как и все остальные сегодня. Также в том же году генеральный директор почты США Меган Бреннан и Присцилла Пресли посвятили Элвису марку Forever, на которой был черно-белый снимок Элвиса 1955 года, сделанный фотографом Уильямом Спиром. Это было её второе посвящение марки USPS. Первая марка Элвиса, выпущенная в 1993 году, стала самым популярным тиражом марок в истории почтовой службы. Элвис стал первым музыкальным исполнителем, который был представлен в двух разных коллекциях марок.
16 августа 2019 года было объявлено, что она совместно с Джоном Эдди, а также Sony Pictures создаст и продюсирует анимационный вымышленный сериал для взрослых с Netflix «Агент Кинг», посвященный ночным вторжениям её бывшего мужа в качестве шпиона правительства США. Первый тизер сериала был опубликован в официальном аккаунте Элвиса в Instagram 15 июня 2022 года. На снимке был изображен иллюстрированный Элвис в чёрном тренче.

## Кино
Голливудский продюсер Хэл Уоллис, который финансировал многие ранние фильмы Элвиса, проявил интерес к подписанию контракта с Присциллой. Элвис не позволил своей жене делать какую-либо карьеру, по его мнению, в то время не было ничего необычного в том, что женщина сидит дома и заботится о своём мужчине. Присцилла проявляла интерес к танцам и подиуму, но она уважала позицию Элвиса и потому занималась этим как хобби. Однажды у неё действительно была возможность позировать для местного магазина, но когда Элвис услышал об этом, то попросил её отказаться.
Первоначально Пресли предложили роль одного из ангелов в сериале «Ангелы Чарли». Она отказалась от роли, потому что ей не нравился сериал. Присцилла дебютировала на телевидении в качестве соведущей программы «Эти удивительные животные» в 1980 году. В 1983 году она получила шанс сыграть в сериале «Каскадёры». Затем она получила роль в телевизионном фильме под названием «Любовь навсегда», где снялась вместе с Майклом Лэндоном. Хотя большинство актёров и съемочной группы хорошо относились к ней, а её актёрскую игру похвалили несколько её коллег по фильму, ей было трудно работать с Лэндоном на съемочной площадке. После выхода телефильма в эфир Пресли получила роль Дженны Уэйд в мыльной опере «Даллас». На самом деле она была третьей актрисой, сыгравшей роль Дженны, но играла её дольше всех. Пресли покинула сериал в 1988 году после пяти лет работы.
В 1988 году Пресли снялась вместе с Лесли Нильсеном в фильме «Голый пистолет» в роли Джейн Спенсер. Критик Роджер Эберт похвалил игру Пресли, сказав, что её легкий комический штрих помог сбалансировать более откровенный юмор фильма. Она продолжила сниматься в следующих двух фильмах серии: «Голый пистолет 2½: Запах страха» и «Голый пистолет 33⅓: Последний выпад». Все три фильма хорошо зарекомендовали себя в прокате. В промежутке она появилась в фильме «Приключения Форда Фэрлейна». В середине-конце 1990-х годов она появлялась в качестве гостя в популярных телевизионных шоу «Мелроуз-Плейс», «Прикосновение ангела» и «Спин-Сити».

## Личная жизнь
После развода с Элвисом у Присциллы было несколько романтических отношений. Сразу после этого она жила с инструктором по карате Майком Стоуном, но отношения распались к 1975 году. Затем она встречалась с фотографом Терри О'Нилом, адвокатом Робертом Кардашьяном, парикмахером Эли Эзерзером и финансистом Кирком Керкоряном.
Начиная с 1978 года, у Присциллы были шестилетние отношения с моделью Майклом Эдвардсом, пока у него не появились чувства к её дочери Лизе Марии. Лизе Марии было от 10 до 16 лет во время его отношений с её матерью. Эдвардс рассказывает историю их отношений в своей книге «Присцилла, Элвис и я» (1988), в которой раскрываются её связи с Хулио Иглесиасом и Ричардом Гиром в начале 1980-х годов.
Самые длительные отношения Пресли были с бразильским сценаристом, ставшим программистом Марко Антонио Гарсией (он же Марко Гарибальди), с которым она прожила 22 года. Их познакомил общий друг в 1984 году после того, как он написал сценарий, который она прочитала, надеясь спродюсировать. Их сын, Навароне Гарибальди, родился 1 марта 1987 года. В 2006 году они прекратили свои отношения. В начале их романа Пресли убедила Гарибальди подписать долговое соглашение о том, что, если они расстанутся, он не напишет о ней книгу.

## Фильмография
| Год       |    | Русское название                                      | Оригинальное название                          | Роль              |
| --------- | -- | ----------------------------------------------------- | ---------------------------------------------- | ----------------- |
| 1983      | тф | Любовь это навсегда                                   | Love Is Forever                                | Сэнди Рэдфорд     |
| 1983      | с  | Каскадёры                                             | The Fall Guy                                   | Сабрина Колдвелл  |
| 1983—1988 | с  | Даллас                                                | Dallas                                         | Дженна Уэйд       |
| 1988      | ф  | Голый пистолет: из архивов полиции!                   | The Naked Gun: from the Files of Police Squad! | Джейн Спенсер     |
| 1990      | ф  | Приключения Форда Фэрлейна                            | The Adventures Of Ford Fairlane                | Колин Саттон      |
| 1991      | ф  | Голый пистолет 2½: Запах страха                       | The Naked Gun 2½: The Smell Of Fear            | Джейн Спенсер     |
| 1993      | с  | Байки из склепа                                       | Tales from the Crypt                           | Джина             |
| 1994      | ф  | Голый пистолет 33⅓: Последний выпад                   | Naked Gun 33 ⅓: The Final Insult               | Джейн Спенсер     |
| 1996      | с  | Мелроуз Плейс                                         | Melrose Place                                  | медсестра Бенсон  |
| 1997      | с  | Прикосновение ангела                                  | Touched by an Angel                            | доктор Мег Селтер |
| 1997      | ф  | Остин Пауэрс: Человек-загадка международного масштаба | Austin Powers: International Man of Mystery    | камео             |
| 1998      | тф | Завтрак с Эйнштейном                                  | Breakfast with Einstein                        | Килин             |
| 1999      | с  | Спин-Сити                                             | Spin City                                      | Мэри Патерно      |
| 1999      | тф | Звезда по имени Хэйли Вагнер                          | Hayley Wagner, Star                            | Сью Вагнер        |

## В культуре
Фильм Элвис (2022 год). Роль исполнила Оливия Деджонг.
София Коппола сняла по книге Пресли фильм «Присцилла: Элвис и я» (2023). Заглавную роль в этой картине сыграла Кэйли Спэни.